# Lowell Bailey
Lowell Conrad Bailey (ur. 15 lipca 1981 w Siler City) – amerykański biathlonista, mistrz świata w biegu indywidualnym.

## Kariera
Po raz pierwszy na arenie międzynarodowej pojawił się w 1999 roku, startując na mistrzostwach świata juniorów w Pokljuce, gdzie jego najlepszymi wynikami były jedenaste miejsce w sztafecie oraz osiemnaste w biegu indywidualnym. Na rozgrywanych rok później mistrzostwach świata juniorów w Hochfilzen indywidualnie zajmował miejsca poza czołową dwudziestką, w sztafecie był jednak szósty. Brał też udział w mistrzostwach świata juniorów w Chanty-Mansyjsku w 2001 roku, zajmując między innymi jedenaste miejsce w biegu pościgowym.
W zawodach Pucharu Świata zadebiutował 24 stycznia 2002 roku w Anterselvie, kiedy to zajął 65. miejsce w biegu indywidualnym. Później nastąpiła przerwa w startach, aż do 2005 r. Od sezonu 2005/2006 zaczął startować regularnie. Pierwsze punkty zdobył 27 listopada 2005 roku w Östersund, gdzie zajął 29. miejsce w biegu pościgowym. Na podium zawodów PŚ po raz pierwszy stanął 15 marca 2014 roku w Kontiolahti, kończąc sprint na drugiej pozycji. W zawodach tych rozdzielił na podium Norwega Johannesa Thingnesa Bø i Czecha Ondřeja Moravca. Najlepsze wyniki osiągnął w sezonie 2016/2017, kiedy zajął ósme miejsce w klasyfikacji generalnej oraz trzecie w klasyfikacji biegu indywidualnego.
Największy sukces osiągnął na mistrzostwach świata w Hochfilzen w 2017 roku, gdzie zwyciężył w biegu indywidualnym, wyprzedzając Moravca i Francuza Martina Fourcade'a. Został tym samym pierwszym w historii reprezentantem USA, który zdobył złoty medal mistrzostw świata w biathlonie oraz pierwszym zawodnikiem spoza Europy, który został mistrzem świata w tej konkurencji. Na tych samych mistrzostwach był też czwarty w sprincie oraz szósty w biegach pościgowym i masowym. Zajął też między innymi dziesiąte miejsce w biegu masowym na mistrzostwach świata w Oslo w 2016 roku oraz szóste w sztafecie podczas mistrzostw świata w Chanty-Mansyjsku w 2011 roku. Czterokrotnie startował na igrzyskach olimpijskich, najlepszy indywidualny wynik osiągając podczas ZIO 2014 w Soczi, gdzie był ósmy w biegu indywidualnym.

## Osiągnięcia

### Zimowe igrzyska olimpijskie
| Rok  | Miejscowość | Konkurencje | Konkurencje | Konkurencje | Konkurencje | Konkurencje | Konkurencje | Konkurencje |
| Rok  | Miejscowość | IN          | SP          | PU          | MS          | RL          | MR          | SR          |
| ---- | ----------- | ----------- | ----------- | ----------- | ----------- | ----------- | ----------- | ----------- |
| 2006 | Turyn       | 27.         | 46.         | 48.         | –           | 9.          | nd.         | –           |
| 2010 | Vancouver   | 57.         | 36.         | 36.         | –           | 13.         | nd.         | –           |
| 2014 | Soczi       | 8.          | 35.         | 38.         | 23.         | 16.         | 8.          | –           |
| 2018 | Pjongczang  | 51.         | 33.         | 32.         | nd.         | 6.          | 15.         | –           |

### Mistrzostwa świata
| Rok  | Miejscowość     | Konkurencje | Konkurencje | Konkurencje | Konkurencje | Konkurencje | Konkurencje | Konkurencje |
| Rok  | Miejscowość     | IN          | SP          | PU          | MS          | RL          | MR          | SR          |
| ---- | --------------- | ----------- | ----------- | ----------- | ----------- | ----------- | ----------- | ----------- |
| 2003 | Chanty-Mansyjsk | 45.         | 59.         | 50.         | –           | 17.         | nd.         | –           |
| 2006 | Pokljuka        | nd.         | nd.         | nd.         | nd.         | nd.         | 18.         | –           |
| 2007 | Anterselva      | 41.         | 48.         | 50.         | –           | 9.          | DNS.        | –           |
| 2008 | Östersund       | 56.         | 61.         | –           | –           | 15.         | –           | –           |
| 2009 | Pjongczang      | 22.         | 55.         | 22.         | 18.         | 21.         | –           | –           |
| 2011 | Chanty-Mansyjsk | 78.         | 32.         | 45.         | –           | 6.          | –           | –           |
| 2012 | Ruhpolding      | 38.         | 20.         | 20.         | 25.         | 10.         | 12.         | –           |
| 2013 | Nové Město      | 29.         | 32.         | 13.         | 13.         | 12.         | 8.          | –           |
| 2015 | Kontiolahti     | 24.         | 17.         | 36.         | 13.         | 14.         | 8.          | –           |
| 2016 | Oslo            | 15.         | 29.         | 36.         | 10.         | 8.          | 10.         | –           |
| 2017 | Hochfilzen      | 1.          | 4.          | 6.          | 6.          | 7.          | 16.         | –           |

### Mistrzostwa świata juniorów
| Rok  | Miejscowość     | Konkurencje | Konkurencje | Konkurencje | Konkurencje | Konkurencje | Konkurencje | Konkurencje |
| Rok  | Miejscowość     | IN          | SP          | PU          | MS          | RL          | MR          | SR          |
| ---- | --------------- | ----------- | ----------- | ----------- | ----------- | ----------- | ----------- | ----------- |
| 1999 | Pokljuka        | 18.         | 40.         | 46.         | nd.         | 11.         | nd.         | –           |
| 2000 | Hochfilzen      | 22.         | 32.         | 22.         | nd.         | 16.         | nd.         | –           |
| 2001 | Chanty-Mansyjsk | 27.         | 15.         | 11.         | nd.         | 12.         | nd.         | –           |

### Puchar Świata

#### Miejsca w klasyfikacji generalnej
| Sezon     | Miejsce |
| --------- | ------- |
| 2005/2006 | 82.     |
| 2006/2007 | 72.     |
| 2007/2008 | 64.     |
| 2008/2009 | 51.     |
| 2009/2010 | 90.     |
| 2010/2011 | 41.     |
| 2011/2012 | 14.     |
| 2012/2013 | 28.     |
| 2013/2014 | 19.     |
| 2014/2015 | 30.     |
| 2015/2016 | 17.     |
| 2016/2017 | 8.      |
| 2017/2018 | 35.     |

#### Miejsca na podium w zawodach indywidualnych Pucharu Świata chronologicznie
| Lp. | Dzień     | Rok  | Miejscowość | Konkurencja                | Lokata | Pudła   | Czas biegu | Strata | Zwycięzca            |
| --- | --------- | ---- | ----------- | -------------------------- | ------ | ------- | ---------- | ------ | -------------------- |
| 1.  | 15 marca  | 2014 | Kontiolahti | Sprint na 10 km            | 2.     | 0+0     | 24:22,9    | +19,4  | Johannes Thingnes Bø |
| 2.  | 16 lutego | 2017 | Hochfilzen  | Bieg indywidualny na 20 km | 1.     | 0+0+0+0 | 48:07,4    | –      | –                    |
| 3.  | 3 marca   | 2017 | Pjongczang  | Sprint na 10 km            | 2.     | 0+0     | 23:51,8    | +40,7  | Julian Eberhard      |